# 福特模特公司
福特模特公司（英语: Ford Models, 曾用名Ford Modeling Agency)，是一家总部位于纽约市的跨国模特经纪公司。公司于1946年由艾琳·福特和她的丈夫杰拉尔德·W·福特创立。

## 历史

### 20世纪
1946年，艾琳和杰拉尔德在他们位于曼哈顿的家中创办了这家公司。到20世纪下半叶，公司成为纽约市领先的模特经纪公司之一。
20世纪70年代，福特模特开始面临来自其他公司的竞争，包括Women Management、IMG模特等。
1980年，公司创办了Ford Models Supermodel of the World，每年吸引超过60,000名来自全球的参赛者。如今，这项比赛以V/VMan Ford Model Search的形式继续进行，与Visionaire出版集团合作举办。
20世纪80年代，随着Elite Model Management由约翰·卡萨布兰卡创立，竞争进一步加剧，大型经纪公司之间的竞争愈发激烈。
公司曾代理过多位知名模特和名人。
1995年，创始人之女凯蒂·福特被任命为公司首席执行官，并领导公司长达12年。

### 21世纪
进入21世纪，公司通过Ford Artists多元化发展，代理与时尚相关的发型、化妆及服装人才。此外，公司通过社交媒体平台（包括Ford Models Blog、Twitter、Facebook和YouTube）进行推广。福特模特还与兰登书屋合作推出了一系列青少年小说，试图通过这些书籍使与公司合作的职业更具吸引力。
2000年12月，Magnum Sports and Entertainment签署意向书收购福特模特，但交易未能完成。
2007年，约翰·卡普兰被任命为福特模特的首席执行官。
2007年12月，福特模特将其股份出售给私募股权公司Stone Tower Equity Partners。
2009年，公司更名为Altpoint Capital Partners，由杰拉尔德·班克斯（格尔曼·阿利耶夫）管理，并由俄罗斯寡头弗拉基米尔·波塔宁通过其控股公司Interros资助。
2011年1月，Altpoint将其在福特模特的股份增至93%。 同年，公司在董事会主席格尔曼·阿利耶夫的领导下，进入艺术画廊业务。
2020年5月，Ford Models Brasil收购福特模特，旨在应对新冠疫情加速的行业数字化和公司长时间缺乏首席执行官的问题。

## Ford Artists
除了模特经纪业务，公司还通过Ford Artists拓展了与时尚行业相关的其他领域代理业务，包括发型师、化妆师、美甲师、造型师、布景设计师、道具造型师、艺术总监和摄影师。Ford Artists在芝加哥和洛杉矶设有办事处。

## 总部及办事处
福特模特的全球总部位于纽约曼哈顿东26街。此外，公司还在芝加哥、洛杉矶、迈阿密、巴黎和巴塞罗那设有办事处。

## 著名模特
- 芭芭拉·帕尔文
- 莫妮卡·阿克萨米特
- 崔素拉
- 何穗